# 2009-es indianapolisi 500
Az indianapolisi 500 mérföldes versenyt 2009. május 24-én, 93. alkalommal rendezték meg. A versenyt 2001 és 2002 után ismét a brazil Hélio Castroneves nyerte, második a brit Dan Wheldon, harmadik pedig az amerikai Danica Patrick lett.

## Rajtlista
| Sor | Belül | Belül                 | Középen | Középen             | Kívül | Kívül                |
| --- | ----- | --------------------- | ------- | ------------------- | ----- | -------------------- |
| 1   | 3     | Hélio Castroneves (W) | 6       | Ryan Briscoe        | 10    | Dario Franchitti (W) |
| 2   | 02    | Graham Rahal          | 9       | Scott Dixon (W)     | 11    | Tony Kanaan          |
| 3   | 5     | Mario Moraes          | 26      | Marco Andretti      | 12    | Will Power           |
| 4   | 7     | Danica Patrick        | 99      | Alex Lloyd          | 2     | Raphael Matos (R)    |
| 5   | 15    | Paul Tracy            | 14      | Vitor Meira         | 18    | Justin Wilson        |
| 6   | 27    | Hideki Mutoh          | 20      | Ed Carpenter        | 4     | Dan Wheldon (W)      |
| 7   | 41    | A. J. Foyt IV         | 16      | Scott Sharp         | 67    | Sarah Fisher         |
| 8   | 44    | Davey Hamilton        | 06      | Robert Doornbos (R) | 8     | Townsend Bell        |
| 9   | 17    | Oriol Servià          | 19      | Tomas Scheckter     | 24    | Mike Conway (R)      |
| 10  | 43    | John Andretti         | 13      | E. J. Viso          | 23    | Milka Duno           |
| 11  | 00    | Nelson Philippe (R)   | 21      | Ryan Hunter-Reay    | 36    | Alex Tagliani (R)    |

Alex Tagliani nem tudta kvalifikálni a #34-es autót, ezért Bruno Junqueira-t váltotta a #36-os autónál. Tagliani a 33. helyről indult mert nem volt eredménye még az időmérőn.
- (W) = Indianapolis 500-at már nyert versenyző
- (R) = Indianapolis 500 újonc

Nem kvalifikálta magát:
| Versenyző         | #  | Csapat                          |
| ----------------- | -- | ------------------------------- |
| Alex Tagliani (R) | 34 | Conquest Racing                 |
| Stanton Barrett   | 98 | CURB/Agajanian/Beck Motorsports |
| Buddy Lazier (W)  | 91 | Hemelgarn Racing                |

## Futam
| Pozíció | #  | Pilóta            | Csapat                     | Futott kör/Kiesés oka      | Rajthely | Élen töltött körök száma | Pont |
| ------- | -- | ----------------- | -------------------------- | -------------------------- | -------- | ------------------------ | ---- |
| 1.      | 3  | Hélio Castroneves | Team Penske                | 200                        | 1        | 66                       | 51   |
| 2.      | 4  | Dan Wheldon       | Panther Racing             | 200                        | 18       | 0                        | 40   |
| 3.      | 7  | Danica Patrick    | Andretti Green Racing      | 200                        | 10       | 0                        | 35   |
| 4.      | 8  | Townsend Bell     | KV Racing Technology       | 200                        | 24       | 0                        | 32   |
| 5.      | 12 | Will Power        | Team Penske                | 200                        | 9        | 0                        | 30   |
| 6.      | 9  | Scott Dixon       | Chip Ganassi Racing        | 200                        | 5        | 73                       | 30   |
| 7.      | 10 | Dario Franchitti  | Chip Ganassi Racing        | 200                        | 3        | 50                       | 26   |
| 8.      | 20 | Ed Carpenter      | Vision Racing              | 200                        | 17       | 0                        | 24   |
| 9.      | 15 | Paul Tracy        | KV Racing Technology       | 200                        | 13       | 0                        | 22   |
| 10.     | 27 | Hideki Mutoh      | Andretti Green Racing      | 200                        | 16       | 0                        | 20   |
| 11.     | 36 | Alex Tagliani     | Conquest Racing            | 200                        | 33       | 0                        | 19   |
| 12.     | 19 | Tomas Scheckter   | Dale Coyne Racing          | 200                        | 26       | 0                        | 18   |
| 13.     | 99 | Alex Lloyd        | Sam Schmidt Motorsports    | 200                        | 11       | 0                        | 17   |
| 14.     | 16 | Scott Sharp       | Panther Racing             | 200                        | 20       | 0                        | 16   |
| 15.     | 6  | Ryan Briscoe      | Team Penske                | 200                        | 2        | 11                       | 15   |
| 16.     | 41 | A.J. Foyt IV      | A. J. Foyt Enterprises     | 200                        | 19       | 0                        | 14   |
| 17.     | 67 | Sarah Fisher      | Sarah Fisher Racing        | 200                        | 0        | 0                        | 13   |
| 18.     | 24 | Mike Conway       | Dreyer & Reinbold Racing   | 200                        | 0        | 0                        | 12   |
| 19.     | 43 | John Andretti     | Dreyer & Reinbold Racing   | 200                        | 28       | 0                        | 12   |
| 20.     | 23 | Milka Duno        | Dreyer & Reinbold Racing   | 199                        | 30       | 0                        | 12   |
| 21.     | 14 | Vitor Meira       | A. J. Foyt Enterprises     | Baleset Matos-al           | 14       | 0                        | 12   |
| 22.     | 2  | Raphael Matos     | Luczo-Dragon Racing        | Baleset Meira-val          | 12       | 0                        | 12   |
| 23.     | 18 | Justin Wilson     | Dale Coyne Racing          | Baleset                    | 15       | 0                        | 12   |
| 24.     | 13 | E.J. Viso         | HVM Racing                 | Kormánymű                  | 29       | 0                        | 12   |
| 25.     | 00 | Nelson Philippe   | HVM Racing                 | Baleset                    | 31       | 0                        | 10   |
| 26.     | 17 | Oriol Servià      | Rahal Letterman Racing     | Üzemanyagpumpa             | 25       | 0                        | 10   |
| 27.     | 11 | Tony Kanaan       | Andretti Green Racing      | Baleset                    | 6        | 0                        | 10   |
| 28.     | 06 | Robert Doornbos   | Newman/Haas/Lanigan Racing | Baleset                    | 23       | 0                        | 10   |
| 29.     | 44 | Davey Hamilton    | Dreyer & Reinbold Racing   | Baleset                    | 22       | 0                        | 10   |
| 30.     | 26 | Marco Andretti    | Andretti Green Racing      | Kezelhetőség               | 8        | 0                        | 10   |
| 31.     | 02 | Graham Rahal      | Newman/Haas/Lanigan Racing | Baleset                    | 4        | 0                        | 10   |
| 32.     | 21 | Ryan Hunter-Reay  | Vision Racing              | Baleset                    | 32       | 0                        | 10   |
| 33.     | 5  | Mario Moraes      | KV Racing Technology       | Baleset Marco Andretti-vel | 7        | 0                        | 10   |

## Külső hivatkozások
- Hivatalos honlap Archiválva 2012. február 4-i dátummal a Wayback Machine-ben